# José Van Humbeeck
José Van Humbeeck (Bruxelas, 17 de setembro de 1848 - São Paulo, 01 de fevereiro de 1916), nascido Joseph Van Humbeeck, foi um arquiteto belga que atuou por cerca de 30 anos no estado de São Paulo durante o período da Primeira República (1889-1930), junto às obras realizadas pela Diretoria de Obras Públicas (DOP), da Secretaria da Agricultura, Comércio e Obras Públicas (SACOP). Muitas de suas obras foram tombadas pelo Conselho de Defesa do Patrimônio Histórico (CONDEPHAAT).

## Carreira em São Paulo
Em 1896, José Van Humbeeck foi contratado pela Secretaria da Agricultura, Comércio e Obras Públicas (SACOP) como desenhista de primeira classe para projetar instalações complementares de projetos de outros profissionais. A partir do século XX, passou a projetar prédios escolares ligados às políticas públicas estaduais de expansão do acesso à educação no interior de São Paulo.
| “                              | Ele é um personagem cuja participação é inquestionável na história da arquitetura escolar paulista | ” |
| — Silvia Ferreira Santos Wolff | |   |

A primeira escola assinada por Van Humbeeck, em 1897, se destinava para a cidade de Jaú (mas só foi construída em 1901). A edificação foi projetada sobre o esquema básico de 8 salas utilizado até então. Ele alterou o sentido das salas posicionadas em um dos lados da circulação central e, assim, conseguiu adicionar mais 3 salas, totalizando cinco salas por pavimento da edificação. Ao longo da carreira, também propôs uma solução para a versatilidade da planta das escolas: uma divisória desmontável de madeira entre duas salas de aula, que permite criar um amplo salão para os dias de solenidades.
| “                           | No início do século XX, as muitas escolas projetadas pro José Van Humbeeck remetiam a fachadas neoclássicas e plantas simétricas. Ele foi o responsável pelas construções térreas simples, adequadas para as cidades do interior, que dispunham de terrenos maiores. | ” |
| — Margarida Cintra Gordinho | |   |

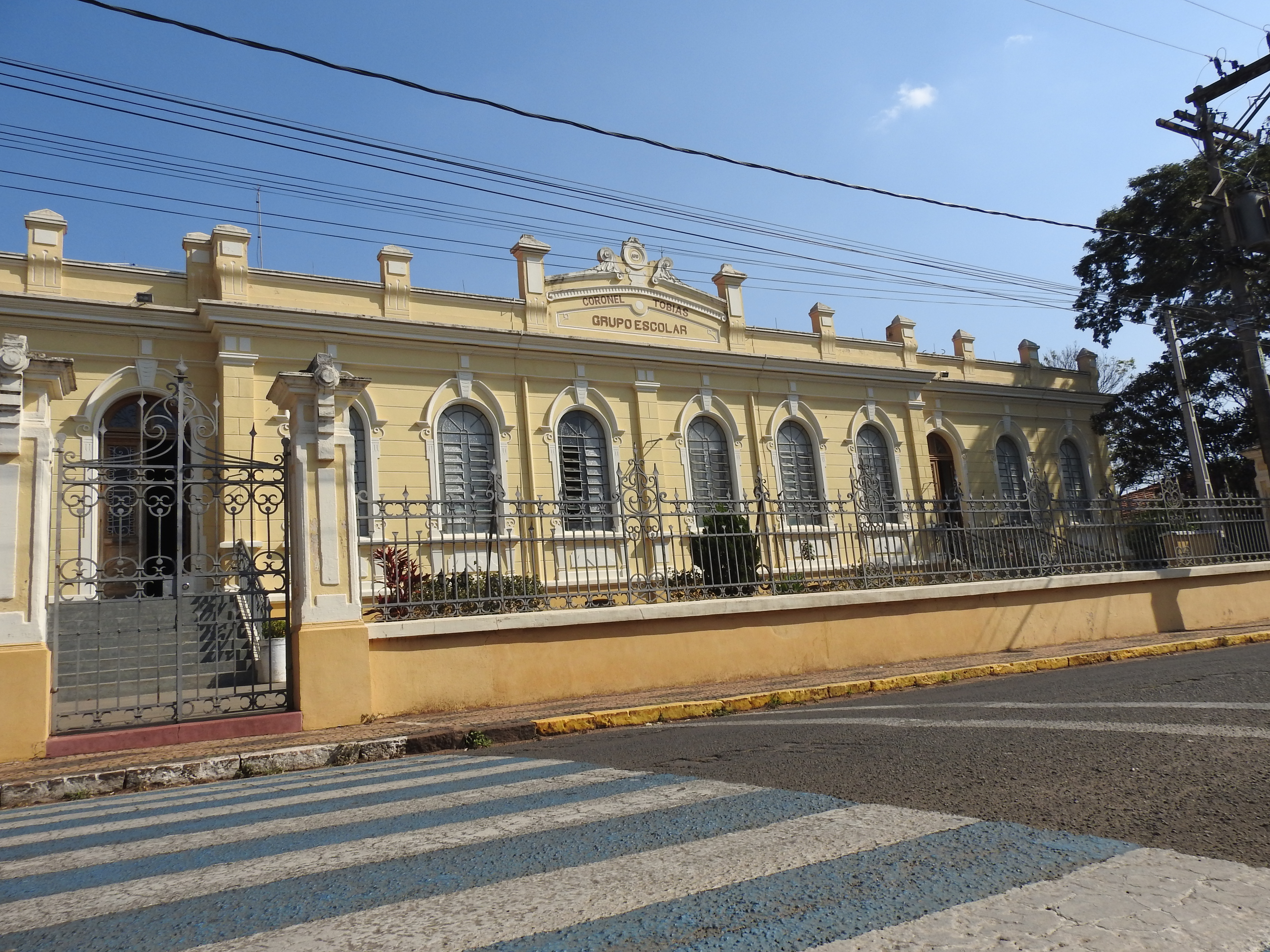
EMEF Coronel Tobias, em Descalvado
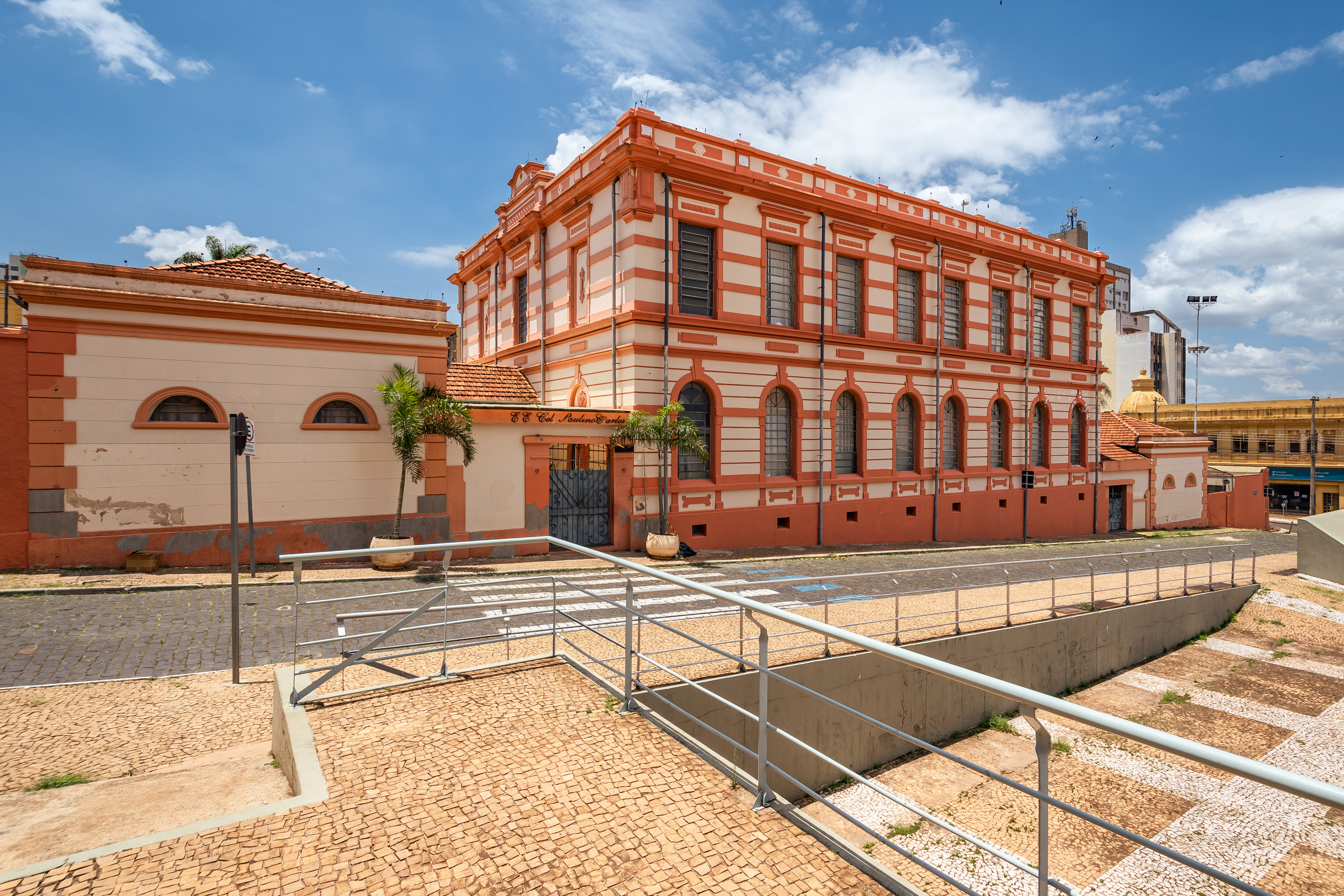
E.E.P.G. Coronel Paulino Carlos, em São Carlos
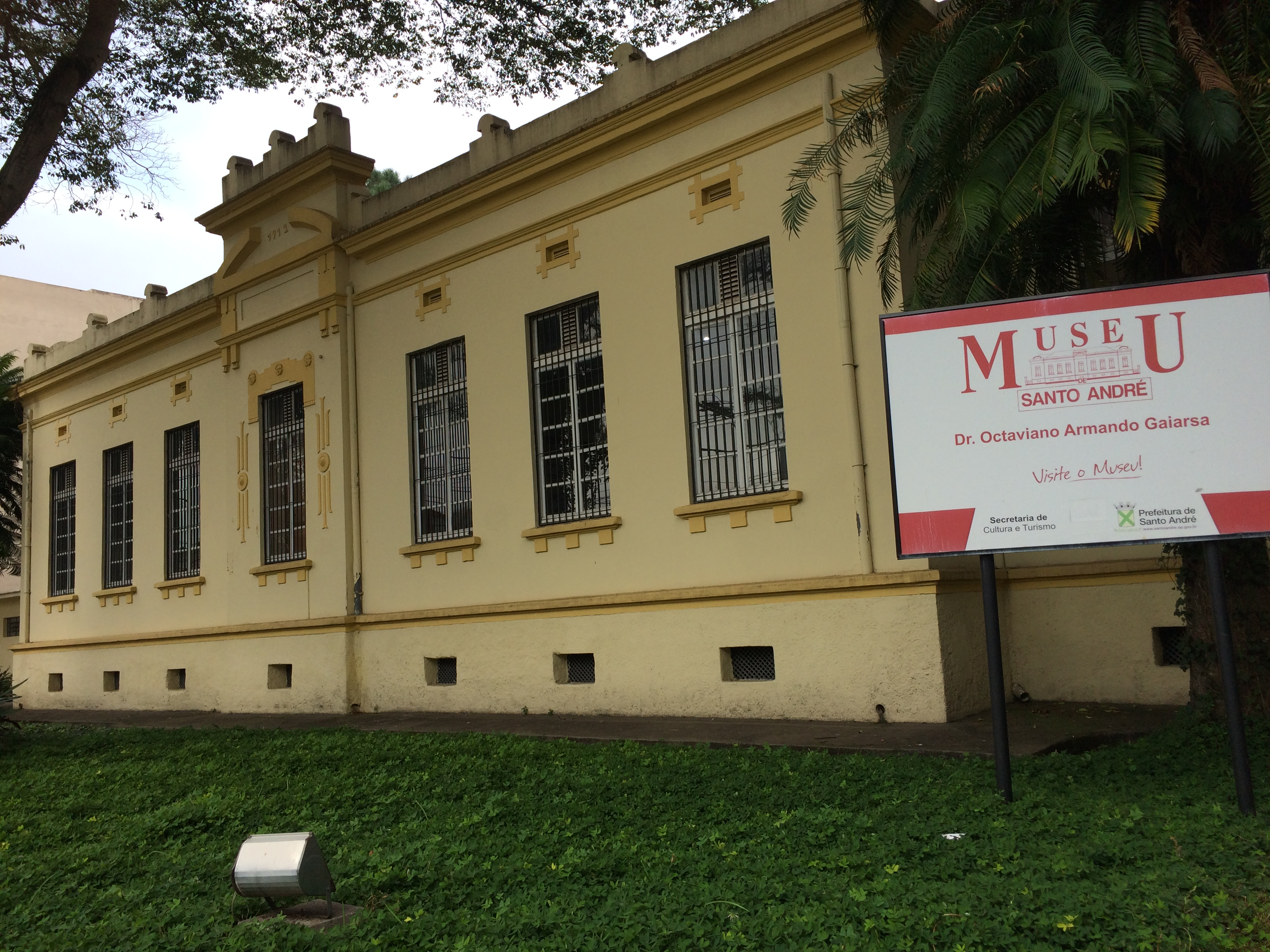
Museu de Santo André Dr. Octaviano Armando Gaiarsa, em Santo André
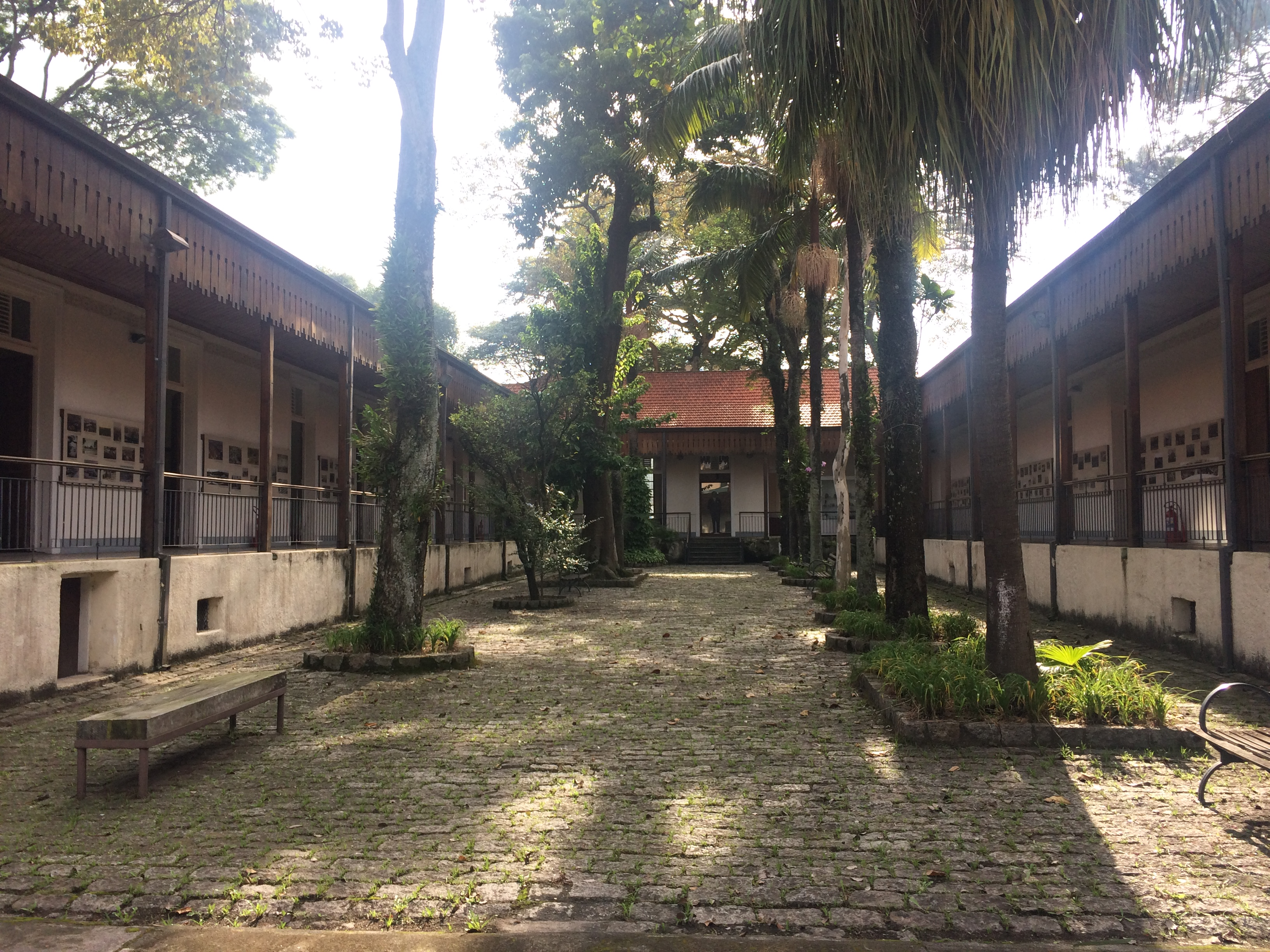
Museu de Santo André Dr. Octaviano Armando Gaiarsa, em Santo André
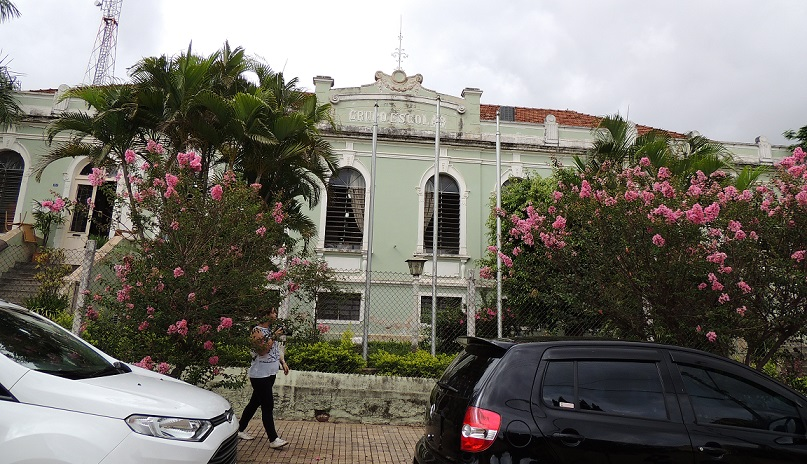
E.M.E.F. Deputado Leônidas Pacheco Ferreira, em Bocaina

## Vida pessoal
José Van Humbeeck era filho de Jean Baptiste van Humbeeck e de Anne Catherine Joostens (falecida em 1867). Em 1874, Van Humbeeck residia em Schaerbeek e casou-se em Laken, na capital da Bélgica, com Catherine Kroelen (que faleceu em 1903). Em 1898, Van Humbeeck foi naturalizado brasileiro.

## Obras tombadas
Das 126 escolas construídas durante o período da Primeira República no Estado de São Paulo e tombadas como conjunto pelo Condephaat em 2010, 40 delas foram projetadas por José:
- Emef Dr. Pádua Salles, em Jaú (1900 - 10 salas, 2 pavimentos)
- E. E. Dr. Lopes Chaves, em Taubaté (1900 - 8 salas, 2 pavimentos)
- E. E. Dr. Alfredo Pujol, em Pindamonhangaba (1901 - Esquema em torno de um pátio)
- E. E. Matilde Viera, em Avaré (1901 - 10 salas, 2 pavimentos)
- E. E. Paulino Carlos, em São Carlos (1901 - 10 salas, 2 pavimentos)
- E. E. Dr. Guimarães Jr., em Riberão Preto (1901 - 10 salas, 2 pavimentos)
- Bibl. e Casa de Cultura / G. E. Cel. Flaminio Ferreira, em Limeira (1901 - 10 salas, 2 pavimentos)[7]
- E. E. Cel. Almeida, em Mogi das Cruzes (1901 - 10 salas, 2 pavimentos)[8]
- E. E. Cel. Joaquim José, em São João da Boa Vista (1902 - 12 salas, 2 pavimentos)
- E. E. Cel. Joaquim Salles, em Rio Claro (1902 - 12 salas, 2 pavimentos)
- E. E. Ruy Barbosa, em Caçapava (1905 - Esquema em trono de pátio)[9]
- Emef Dr. Jorge Tibiriçá, em Bragança Paulista (1905 - Esquema em trono de pátio)
- Emef Cel. Julio Cesar, em Itatiba (1905 - Esquema em trono de pátio)
- E. E. José Gabriel de Oliveira, em Santa Bárbara d'Oeste (1905 - Esquema em trono de pátio)
- E. E. Dr. Mousart Alves da Silva, em Cajuru (1905 - Esquema em trono de pátio)
- E.E. Alfredo Guedes, em Tambaú (1909 - 8 salas, edificação térrea)
- Emef Gustavo Teixeira, em São Pedro (1909 - 8 salas, edificação térrea)
- E. E. Dona Francisca Ribeiro dos Reis, em Brotas (1909 - 8 salas, edificação térrea)
- Emef Cel. Ribeiro da Luz, em São Bento do Sapucaí (1909 - 8 salas, edificação térrea)
- E. E. Dr. Evangelista Rodrigues, em Cachoeira Paulista (1909 - 8 salas, edificação térrea)
- Emef Cel. Tobias, em  Descalvado (1909 - 8 salas, edificação térrea)
- E. E. José Início da Costa, em Matão (1909 - 8 salas, edificação térrea)[10]
- E. E. Prof. Dantas, em Igarapava (1909 - 8 salas, edificação térrea)
- Emef Dep. Leonidas Pacheco Ferreira, em Bocaina (1909 - 8 salas, edificação térrea)
- Emef Esperança de Oliveira, em Lençóis Paulista (1909 - 8 salas, edificação térrea)
- E. E. Pe. Armani, em Mogi Guaçu (1910 - Planta em U)
- E. E. Rozendo Duarte Lobo, em Pereiras (1910 - Planta em U)
- Emef Fabiano Alves de Freitas, em Ituverava (1910 - Planta em U)
- Emef Americo Salles Oliveira, em Jardinópolis (1911 - 6 a 10 salas, co-autor Sabater)
- E. E. Abílio Manoel, em Bebedouro (1911 - 6 a 10 salas, co-autor Sabater)
- Del. Regional de Ensino, em Santa Cruz do Rio Pardo (1911 - 6 a 10 salas, co-autor Sabater)
- E. E. Visc. De São Leopoldo, em Santos (1911 - 10 salas, edificação térrea)
- Emef Prof. Anacleto Cruz, em Sertãozinho (1911 - 3 volumes térreos articulados)
- E. E. / Emef Cel. Jose Levy, em Corderópolis (1913)
- EE Simão da Silva, em São Simão (1907)
- EE Tomé Teixeira, em Itararé (1910)
- EMEF Paulo Thomaz da Silva, em Itatinga (1910)
- Museu de Santo André, em Santo André (1910)
- EMEF Coronel Acácio Piedade, em Itapeva (1911)
- EE Coronel Francisco Orlano, em Orlândia (1914)